# Cabiao
Cabiao  (Bayan ng Cabiao)  es un municipio filipino de primera categoría, situado en la parte central de la isla de Luzón. Forma parte del Cuarto Distrito Electoral de la provincia de Nueva Écija situada en la Región Administrativa de Luzón Central, también denominada Región III.

## Geografía
Situado en el extremo suroccidental  de la provincia, linda por este aire con la provincia de Pampanga, municipios de Magalang, de Arayat y de Candaba;
por el norte con el municipio de San Antonio de Nueva Écija; por el este con el de San Isidro de Nueva Écija; y por el oeste con la provincia de Tarlac, municipio de Concepción.

"...CABIAO: SIT. en los 124° 30' 50" long., 15° 14' 50" lat., en terreno llano, á la marg. izq. de uno de los brazos del río Grande de la Pampanga, que se dirige hacia Cabanatuán, cab. de la prov., disfruta de buena ventilación, y CLIMA templado y sano..."

"...Confina su TERM. con los pueblos de Arayat (como 2 ½'leg.); con San Isidro, visita de Gapán á unas 2 leg. E., con inclinación al N. ..."
Manuel Buzeta y Felipe Bravo, Tomo I, CAR-518-CAR. 

### Barangays
El municipio  de Cabiao se divide, a los efectos administrativos, en 23 barangayes o barrios, conforme a la siguiente relación:
| - Bagong Buhay (Lote) - Bagong Sikat - Bagong Silang - Concepción (Hacienda) - Entablado - Maligaya | - Natividad del Norte (Población) - Natividad del Sur (Población) - Palasinán - San Antonio de Pantalán - San Fernando del Norte | - San Fernando del Sur - San Gregorio - San Juan del Norte (Población) - San Juan del Sur (Población) - San Roque - San Vicente | - Santa Rita - Sinipit - Polilio (Libis) - San Carlos - Santa Isabel - Santa Inés |  |

### Demografía
A mediados del siglo XIX, año de 1845,  contaba con 8.458 almas, de las cuales 1.259 ½ contribuían con  12.395 reales de plata, equivalentes a 50.987 reales de vellón.

## Historia
Pueblo con cura y gobernadorcilio que a mediados del siglo XIX pertenecía a la  provincia de Nueva-Ecija y al Arzobispado de Manila, hasta poco hace perteneció á la de la Pampanga:

"...Tiene como unas 1,400 casas, en general de sencilla construcción, distinguiéndose solamente entre ellas, la casa parroquial y la llamada tribunal: hay cárcel, y escuela de primeras letras dolada de los fondos de comunidad, á la cual concurren varios alumnos; é igl. parr. servida por un clérigo indio. Contiguo á la misma se halla el cementerio en buena  situación y ventilado..."
Manuel Buzeta y Felipe Bravo.

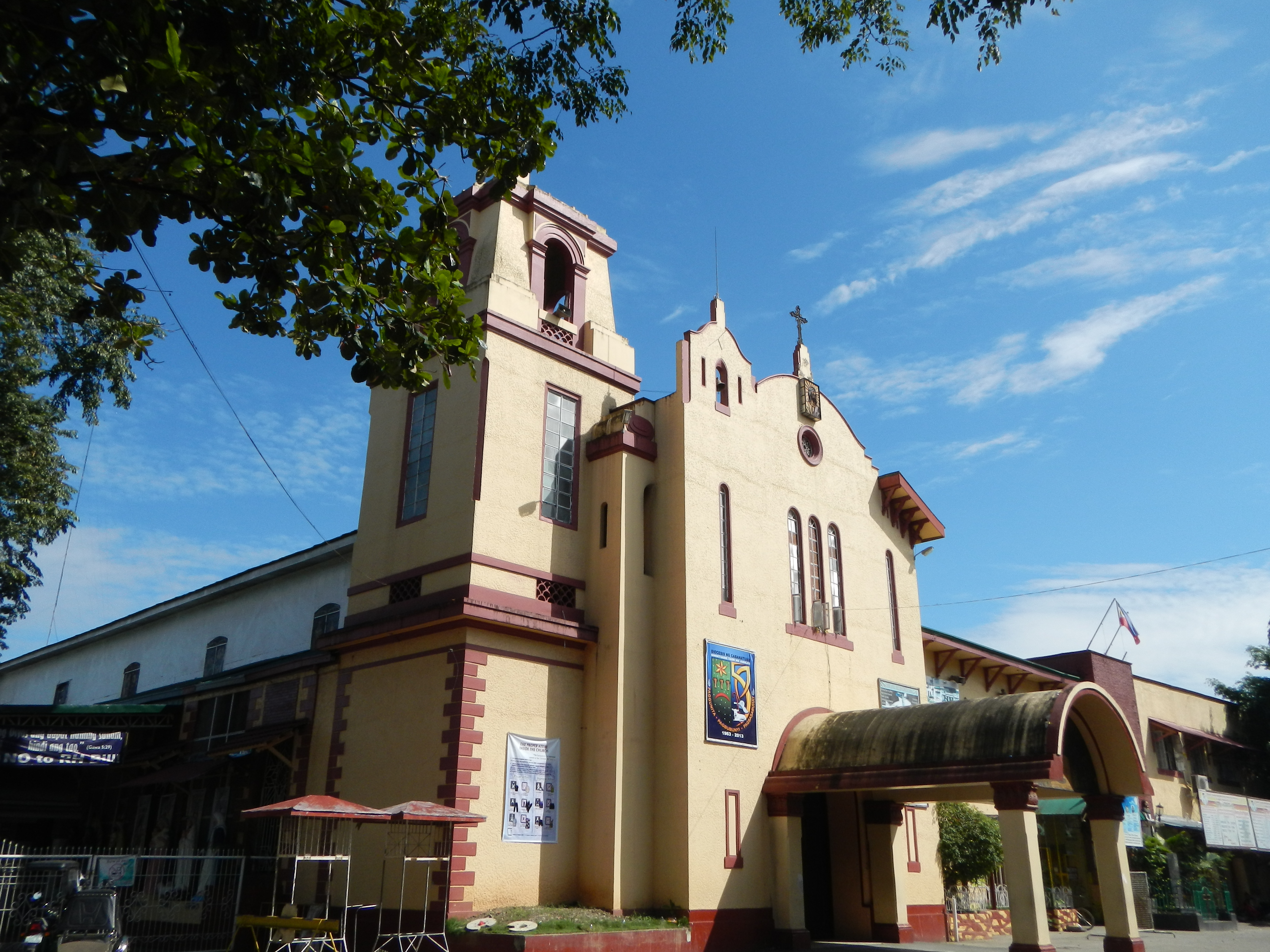
Iglesia de San Juan Nepomuceno.

La batalla conocida como el  Grito de Nueva Écija tuvo lugar durante la Revolución Filipina en el mes de septiembre del año de 1896 frente  a la iglesia parroquial católica bajo la advocación de San Juan Nepomuceno interviniendo el que luego fuera Gobernadorcillo de Cabiao,  Alipio Tecson, junto con Mariano Llanera y Manuel Tinio.